# Ногалес (Чили)
Ногалес (исп. Nogales) — город в Чили. Административный центр одноимённой коммуны. Население города — 8969 человек (2002). Город и коммуна входит в состав провинции Кильота и области Вальпараисо.
Территория — 405 км². Численность населения — 22 120 жителей (2017). Плотность населения — 54,6 чел./км².

## Расположение
Город расположен в 52 км на восток от административного центра области города Вальпараисо и в 17 км на север от административного центра провинции города Кильота.
Коммуна граничит:
- на севере — с коммуной Ла-Лигуа
- на востоке — с коммуной Катему
- на юге — с коммунами Ихуэлас, Ла-Калера, Ла-Крус
- на западе — с коммуной Пучункави
- на северо-западе — с коммуной Сапальяр

## Демография
Согласно сведениям, собранным в ходе переписи 2017 г. Национальным институтом статистики (INE), население коммуны составляет:
| Полное население                          | Полное население                          | Полное население                          | Полное население                          | Полное население                          | 22 120 |
| ----------------------------------------- | ----------------------------------------- | ----------------------------------------- | ----------------------------------------- | ----------------------------------------- | ------ |
| в том числе:                              | Городское население                       | 18 779                                    | Процент городского населения, %           | 84,90                                     |        |
|                                           | Сельское население                        | 3 341                                     | Процент сельского населения, %            | 15,10                                     |        |
|                                           | Мужское население                         | 10 799                                    | Процент мужского населения, %             | 48,82                                     |        |
|                                           | Женское население                         | 11 321                                    | Процент женского населения, %             | 51,18                                     |        |
| Плотность населения, чел/км²              | Плотность населения, чел/км²              | Плотность населения, чел/км²              | Плотность населения, чел/км²              | Плотность населения, чел/км²              | 54,6   |
| Население коммуны в % к населению области | Население коммуны в % к населению области | Население коммуны в % к населению области | Население коммуны в % к населению области | Население коммуны в % к населению области | 1,22   |

| Динамика изменения населения коммуны | Динамика изменения населения коммуны | Динамика изменения населения коммуны | Динамика изменения населения коммуны |
| ------------------------------------ | ------------------------------------ | ------------------------------------ | ------------------------------------ |
| 1992                                 | 2002                                 | 2012                                 | 2017                                 |
| 18 669                               | 21 633▲                              | 21 877▲                              | 22 120▲                              |

## Важнейшие населенные пункты[4]
| №  | Населённый пункт | Населённый пункт (исп.) | Категория | Население чел. (2002) | На карте                        |
| -- | ---------------- | ----------------------- | --------- | --------------------- | ------------------------------- |
| 1  | Эль-Мелон        | El Melón                | город     | 9729                  | 32°41′03″ ю. ш. 71°13′15″ з. д. |
| 2  | Ногалес          | Nogales                 | город     | 8969                  | 32°43′54″ ю. ш. 71°12′11″ з. д. |
| 3  | Лас-Пальмас      | Las Palmas              | поселок   | 158                   | 32°41′14″ ю. ш. 71°11′37″ з. д. |
| 4  | Уэльяканаль      | Huellacanal             | поселок   | 96                    | 32°43′56″ ю. ш. 71°13′16″ з. д. |
| 5  | Эль-Гарретон     | El Garretón             | поселок   | 32                    | 32°41′59″ ю. ш. 71°10′35″ з. д. |
| 6  | Кольяуэ          | Collahue                | поселок   | н/д                   | 32°39′33″ ю. ш. 71°13′02″ з. д. |
| 7  | Ла-Пенья         | La Peña                 | поселок   | н/д                   | 32°44′33″ ю. ш. 71°10′05″ з. д. |
| 8  | Лос-Калеос       | Los Caleos              | поселок   | н/д                   | 32°39′14″ ю. ш. 71°12′00″ з. д. |
| 9  | Эль-Чамисаль     | El Chamizal             | поселок   | н/д                   | 32°40′42″ ю. ш. 71°10′57″ з. д. |
| 10 | Камино-Эль-Мелон | Camino El Melon         | поселок   | н/д                   | 32°43′04″ ю. ш. 71°12′12″ з. д. |
| 11 | Лас-Ромасас      | Las Romazas             | поселок   | н/д                   | 32°43′18″ ю. ш. 71°12′55″ з. д. |
| 12 | Эль-Оливо        | El Olivo                | поселок   | н/д                   | 32°43′16″ ю. ш. 71°14′01″ з. д. |
| 13 | Лос-Крусерос     | Los Cruceros            | поселок   | н/д                   | 32°43′39″ ю. ш. 71°13′59″ з. д. |

- Официальный сайт коммуны
- Коммуна Ногалес (citypopulation.de)